# Brussel en de Europese Unie

De locatie van Brussel in België en de EU

Brussel, dat sinds een aantal decennia de Europese instellingen huisvest, wordt beschouwd als de de facto hoofdstad van de Europese Unie (EU). Officieel heeft de Europese Unie echter geen hoofdstad noch de intentie er een vast te leggen. De stad huisvest onder meer de officiële hoofdzetels van de Europese Commissie, de Raad van de Europese Unie, de Europese Raad en de tweede zetel van het Europees Parlement.
De meeste instellingen zijn gevestigd in de Leopoldswijk, onderdeel van de Europese Wijk, gelegen tussen het Warandepark, het Jubelpark en het Leopoldpark. De Commissie en de Raad hebben er hun hoofdkwartier, dicht bij het station Brussel-Schuman en het Schumanplein op de Wetstraat. De gebouwen van het Europees Parlement, samen de Leopoldruimte, zijn gebouwd overheen het station Brussel-Luxemburg, naast het Luxemburgplein.

## Geschiedenis

### Ontstaan van de instellingen
In 1951 tekenden België, Nederland, Luxemburg, Duitsland, Frankrijk en Italië het Verdrag van Parijs, waarmee de Europese Gemeenschap voor Kolen en Staal (EGKS) werd opgericht. Hierbij ontstonden ook de eerste Europese instellingen:
- Hoge Autoriteit (het uitvoerend orgaan van de EGKS, later opgegaan in de Europese Commissie)
- Raad van Ministers (later opgegaan in de Raad van de Europese Unie)
- Hof van Justitie
- Gemeenschappelijke Vergadering (voorloper van het Europees Parlement)

### Initieel Belgisch veto tegen Brussel
Verschillende steden werden voorgedragen om deze nieuwe instellingen te ontvangen. Frankrijk, gesteund door Italië, pleitte voor Straatsburg, België voor Luik en Nederland voor Den Haag. De Franse minister van Buitenlandse Zaken Robert Schuman lanceerde daarop Saarbrücken als mogelijkheid, een stad in het lang tussen Duitsland en Frankrijk betwiste Saarland. Uiteindelijk kwamen vijf van de zes lidstaten uit op Brussel, dat een grote stad was in een historische bufferstaat tussen Frankrijk en Duitsland met een beperkt politiek gewicht. Brussel was bovendien tweetalig, lag op de overgang tussen de Germaanse en de Latijnse cultuur, was centraal gelegen en goed bereikbaar. De Belgische minister van Buitenlandse Zaken en voormalig premier Paul van Zeeland bleef echter uit electorale overwegingen de kandidatuur van Luik steunen. Deze provinciale Franstalige industriestad werd echter door andere onderhandelaars verworpen. Op de conferentie van 23 juli 1952 stelde, na lange onderhandelingen, Van Zeeland dan de Italiaanse stad Turijn voor, maar op initiatief van de Luxemburger Joseph Bech bevatte het uiteindelijke akkoord Luxemburg als tijdelijke zetel. De Gemeenschappelijke Vergadering vestigde zich wegens praktische overwegingen in Straatsburg, in het halfrond dat door de Raad van Europa al werd gebruikt.
De Verdragen van Rome van 1957 richtten twee nieuwe organen op: de Europese Economische Gemeenschap (EEG) en de Europese Gemeenschap voor Atoomenergie (Euratom). Deze deelden de Gemeenschappelijke Vergadering en het Hof van Justitie met de EGKS maar kregen elk een nieuwe Raad en nieuwe Commissie (equivalent met de Hoge Autoriteit van de EGKS). Discussies over de locatie van deze instellingen werden uitgesteld tot vlak voor de inwerkingtreding van de verdragen, om het ratificatieproces niet in gevaar te brengen.
Brussel wachtte tot een maand voor de start van het overleg met het indienen van zijn kandidatuur, die achter de schermen de steun van enkele landen genoot. De lidstaten waren het in principe eens om alle instellingen in één stad onder te brengen, maar konden niet tot een akkoord komen welke stad dit dan wel moest zijn. De beslissing werd nog eens zes maanden opgeschort. Intussen zou de Gemeenschappelijke Vergadering in Straatsburg blijven en het Hof van Justitie in Luxemburg, terwijl de Commissies en Raden zouden pendelen tussen de hoofdzetel van de EGKS in Luxemburg en het kasteel Hertoginnedal in Brussel. De Raden zouden samenkomen waar het presiderende land dit wenste. In de praktijk was dit tot de herfst van 1958 ook op Hertoginnedal, tot men verhuisde naar de Ravensteinstraat, dichter bij het centrum.

### Vroege uitbreiding
De kandidaatstelling van Brussel als enige Europese zetel mislukte —ondanks steun van de bevolking— door de zwakke steun van de regering. De Belgische regering gaf later een nieuwe boost aan de campagne met grootschalige bouwprojecten in de huidige Europese wijk. Op 11 februari 1958 sloten de regeringen van de toenmalige zes lidstaten een akkoord over het opzetten van administraties. Ervan uitgaande dat het twee jaar zou duren om voldoende kantoorruimte te creëren, besloten ze voorlopig alle diensten in Brussel onder te brengen, in afwachting van een rapport van het Comité van Experten over een unieke zetel. Op aangeven van minister Victor Larock ging de Belgische regering akkoord om voor de EEG voorlopige kantoorruimte te huren van Royale Belge aan de Blijde Inkomstenlaan 23-27 in Brussel.
In afwachting van de voltooiing van het gebouw stelde de Belgische regering op 1 april 1958 haar voormalige ministerie van Economische Zaken ter beschikking aan de Belliardstraat 51-53. Na de verhuizing van de EEG in de zomer bleef dit gebouw exclusief in gebruik voor de commissies van Euratom. Gezien de sterke aangroei van het aantal ambtenaren, werden ook gebouwen gebruikt op de Broekstraat, de Broquevillelaan, de Tervurenlaan, de Aarlenstraat, de Jozef II-straat, de Wetstraat en de Kortenberglaan. De Belgische overheid verstrekte daarnaast nog nieuwe gebouwen  aan de Stuiversstraat 22 voor het Secretariaat van de Raad van Ministers en de Europese Investeringsbank. Die laatste verhuisde naar Luxemburg in 1965.
De ambtenaren pendelden vanaf dan tussen Brussel en Luxemburg. Praktische overwegingen leidden er evenwel toe dat geleidelijk aan vergaderingen enkel nog in Brussel plaatsvonden.
In 1965 werden de drie uitvoerende organen versmolten tot een. De wil om alle instellingen te centraliseren in Brussel baarde Luxemburg zorgen en leidde tot de huidige regeling van spreiding over drie steden. Toch verkreeg Brussel het leeuwendeel van de departementen van de Europese Commissie, het Secretariaat van de Raad van de Europese Unie, het Europees Economisch en Sociaal Comité en het Comité van de Regio's, en werd het de vergaderplaats van de verschillende parlementaire fracties. De nieuwe Commissie van de Europese Gemeenschap werd gevestigd aan de Blijde Inkomstlaan. Deze beslissingen werden herbevestigd door de Europese Raad in Edinburgh op 12 december 1999.
Het akkoord van 1965 was echter een bron van ontevredenheid voor het Parlement, dat dichter bij de andere instellingen gevestigd wilde zijn. Enkele beslissingsorganen en samenkomsten werden naar Brussel overgeheveld. In 1985 ging men nog verder door de bouw van een parlementsgebouw in Brussel. Hierop bereikte de Europese Raad een akkoord aangaande de locatie van de verschillende instellingen, later toegevoegd aan het Verdrag van Amsterdam. Voortaan moest het Parlement enkele sessies, onder andere die over de begroting, in Straatsburg houden, maar konden extra sessies en werkgroepen plaatsvinden in Brussel. Tegelijkertijd werd de aanwezigheid van de Commissie en de Raad in Brussel herbevestigd.
In 2002 kwam men overeen dat de Europese Raad ook in Brussel gehouden moest worden, in plaats van steeds te verhuizen tussen verschillende steden volgens de beurtrol van het Europees voorzitterschap. Sinds 2004 worden alle Europese Raden verondersteld in Brussel plaats te vinden, hoewel buitengewone samenkomsten nog steeds elders gehouden kunnen worden. Een van de achterliggende motivaties voor de centralisatie in Brussel was de ervaring van de Belgische politie met betogers en andere dingen die bij de internationale rol van de stad horen.
In februari 2011 bleek uit een studie dat negentig procent van de Europarlementsleden ervoor zou kiezen Straatsburg te laten vallen en alleen in Brussel te vergaderen. De maandelijkse verhuizing van parlementariërs, ambtenaren en dossiers tussen Brussel en Straatsburg is een kostbare zaak, die regelmatig voor discussies binnen en over het EP zorgt. Alleen parlementariërs uit Frankrijk en Luxemburg houden vast aan het pendelen tussen de twee steden.

## Status

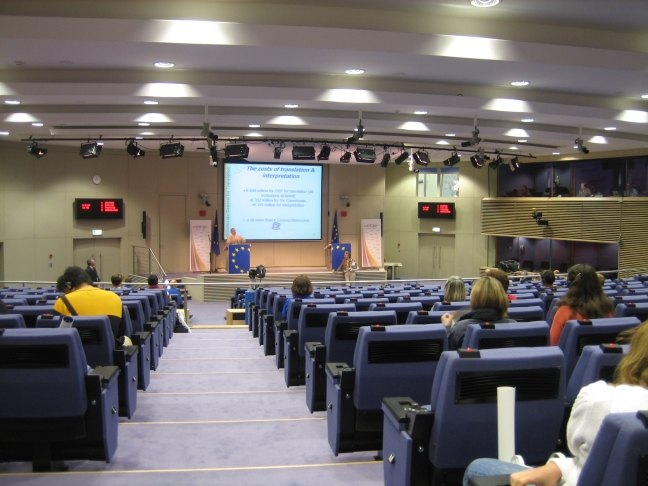
Brussel trekt wereldwijd de meeste journalisten aan (persruimte van de Commissie)

Brussel is een politiek centrum met ambassadeurs bij België, de NAVO en de Unie, waardoor er in de stad meer ambassadeurs te vinden zijn dan in Washington, de hoofdstad van de Verenigde Staten. Het aantal journalisten is er ook groter, met correspondenten uit alle lidstaten, en het aantal geregistreerde lobbyisten bedraagt ongeveer 10.000.
De Commissie stelt 25.000 mensen te werk, en het Parlement ongeveer 5.000. Gegeven deze hoge concentratie, is Brussel de meest gewenste locatie voor een eventuele stap naar de centralisatie van alle Europese instellingen.
Geografisch ligt Brussel in een rechte lijn met Luxemburg en Straatsburg. De afstand tussen Brussel en Luxemburg bedraagt 186km en tussen Luxemburg en Straatsburg 164km (dus 350km tussen Brussel en Straatsburg). Toch is de spoorwegverbinding tussen de steden niet zo goed ontwikkeld in vergelijking met andere steden in Europa. Plannen voor een hogesnelheidslijn tussen Brussel en Luxemburg zijn afgevoerd en de huidige trein overbrugt de 186km in zo'n 2u50. Tussen Luxemburg en Straatsburg doet een trein er 1u34 over. Sinds 2016 verbindt een hogesnelheidstrein Brussel wel rechtstreeks met Straatsburg in 3u32. Deze rijdt via Rijsel en Parijs (waar de hogesnelheidslijnen zijn) waardoor de afstand meer dan verdubbelt (800km i.p.v. 350km).
Brussel heeft echter wel een centrale positie in het Europese hogesnelheidsnetwerk, op slechts 1 tot 2 uur van Parijs, Amsterdam, Londen, Keulen. In Parijs sluit het aan op het Franse hogesnelheidsnetwerk (dat weer aansluit op het Spaanse en Italiaanse netwerk). In Keulen sluit het aan op het Duitse netwerk.

## Instellingen

### Europese Commissie

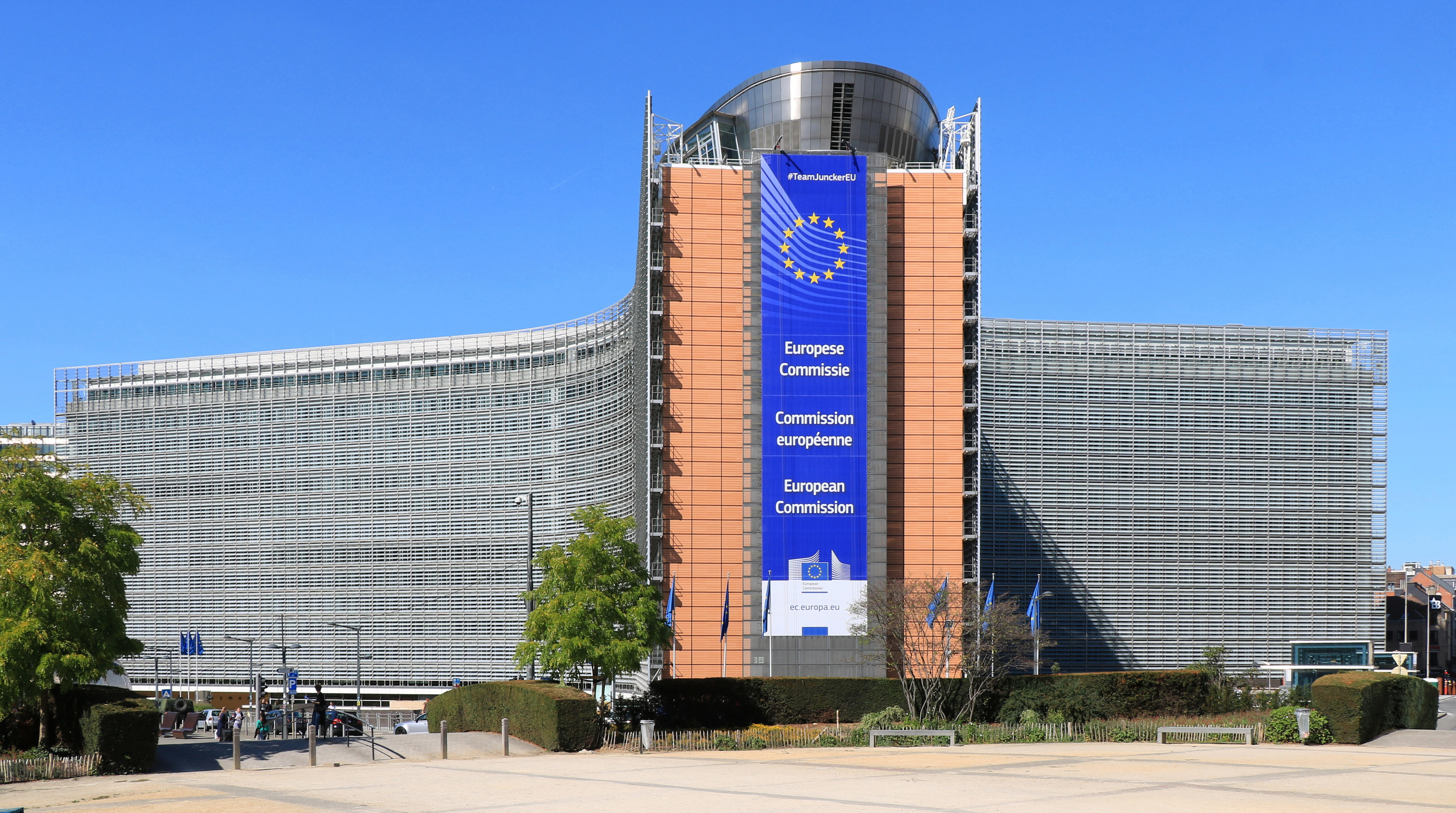
Het Berlaymontgebouw, hoofdkantoor van de Europese Commissie

Het opvallendste gebouw is het Berlaymont, de voornaamste zetel van de Commissie. Het was in de jaren 60 het eerste gebouw om opgetrokken te worden door de Gemeenschap. Het werd ontworpen door Lucien De Vestel, Jean Gilson, André Polak en Jean Polak en gefinancierd door de Belgische regering, die het kon betrekken indien de Commissie Brussel zou verlaten. Het werd geïnspireerd door het UNESCO-gebouw in Parijs, als een vierpuntige ster, en was indertijd een ambitieus ontwerp.
Het gebouw onderging een grondige renovatie in de jaren 1990, om de asbestplaten te verwijderen en het verouderende gebouw aan te passen aan uitbreiding. Na een periode onderdak gevonden te hebben in het Breydelgebouw op de Oudergemlaan, betrok de Commissie opnieuw het Berlaymontgebouw en kocht het voor 550 miljoen euro.
De voorzitter van de Commissie betrekt het grootste kantoor, naast de vergaderzaal op de 13de —en bovenste— verdieping. Hoewel het complex het belangrijkste gebouw van de Commissie is, herbergt het slechts 2000 van haar 20.000 medewerkers. Naast de Commissieleden en hun kabinetten, zijn ook het Algemeen Secretariaat en de juridische dienst van de Commissie hier gevestigd.
Over de hele wijk beschikt de Commissie over 865 000m² in 61 gebouwen, waarvan het Berlaymont en het Karel de Grote-gebouw de enige zijn met meer dan 50 000m² kantoorruimte. In 1979 werd het Congrescentrum Albert Borschette opgetrokken in de Froissartstraat. Door de toetreding van 12 nieuwe lidstaten in 2004 en 2007 nam het aantal personeelsleden met 2250 toe, wat om een extra 35 000m² vroeg. Er wordt gevreesd dat nog meer gebouwen een getto-effect zouden kunnen creëren. Om deze bezorgdheid te counteren, is de Commissie in 2004 begonnen zich te decentraliseren en uit te wijken naar andere buurten, zoals de Beaulieulaan en de Genèvestraat in Evere. Het Parlement noch de Raad volgden dit voorbeeld, aangezien een ruimere verspreiding over de stad niet naar de zin is van de personeelsleden. De Commissie verkocht in 2023 23 gebouwen in de Europese Wijk.  Het Van Maerlantklooster is een bibliotheek en ontvangstruimte van de Commissie; het Van Maerlantgebouw wordt ook deels door de Commissie gebruikt.

### Europese Raad
Tegenover het Berlaymont, aan de andere kant van de Wetstraat, staat het Justus Lipsius-gebouw, waarin de Raad van de Europese Unie gevestigd is en de Europese Raad gehouden wordt. Het secretariaat van de Raad vond aanvankelijk onderdak in het stadscentrum en later in het Karel de Grote-gebouw bij de andere Europese gebouwen aan het Schumanplein. Sinds 2013 zijn ze verhuisd naar het Europagebouw (het vroegere Résidence Palace), en naar het Lexgebouw, dat in 2007 ook al door de Raad gebruikt werd.

### Europees Parlement
De parlementsgebouwen zijn meer zuidelijker gelegen dan die van de Commissie, tussen het Leopoldpark en het Luxemburgplein, en gebouwd over het station Brussel-Luxemburg  heen. Het ensemble, de Leopoldruimte, heeft twee belangrijke gebouwen: het Altiero Spinelligebouw en het Paul-Henri Spaakgebouw, samen 372,000 m² groot. Dit is echter niet de officiële zetel van het Parlement, die rol is voorbehouden voor Straatsburg (Louise Weissgebouw). Het secretariaat van het Parlement ligt in Luxemburg. De beslissingsorganen, samen met de comités en enkele plenaire zittingen, vinden evenwel plaats in Brussel, waardoor in totaal drie vierde van alle activiteiten in Brussel plaatsvindt. Het Willy Brandtgebouw, het József Antallgebouw en het Stefan Zweiggebouw zijn ook van het Europees Parlement. In 2016 werd het Wilfried Martensgebouw aan de Belliardstraat opgeleverd.

### Andere instellingen
Het Europees Economisch en Sociaal Comité en het Comité van de Regio's betrekken samen het Jacques Delorsgebouw, gelegen naast het Leopoldpark en een voormalig gebouw van het Parlement. Ook het Bertha von Suttnergebouw wordt door hen gebruikt. Beide gebouwen kregen hun naam in 2006. Beide comités gebruiken ook het Van Maerlantgebouw. De Europese dienst voor extern optreden zit in The Capital aan het Schumanplein. Brussel huisvest daarnaast ook nog het Europees Defensieagentschap, aan de Lakenweversstraat, en het Uitvoerend Agentschap voor intelligente energie, in de Madoutoren. Verder hebben ook EUROCONTROL en de West-Europese Unie hun hoofdkwartieren in Brussel.
Volgende agentschappen bevinden zich in de Belgische hoofdstad:
- Uitvoerend Agentschap voor onderwijs, audiovisuele middelen en cultuur (EACEA)
- Europees Defensieagentschap (EDA)
- Europese GNSS-toezichtautoriteit (GSA)
- Uitvoerend Agentschap voor concurrentievermogen en innovatie (EACI)
- Uitvoerend Agentschap Onderzoek (REA)
- Uitvoerend Agentschap Europese Onderzoeksraad (ERC)
- Uitvoerend Agentschap voor het trans-Europees vervoersnet (TEN-T EA)

## Demografische impact

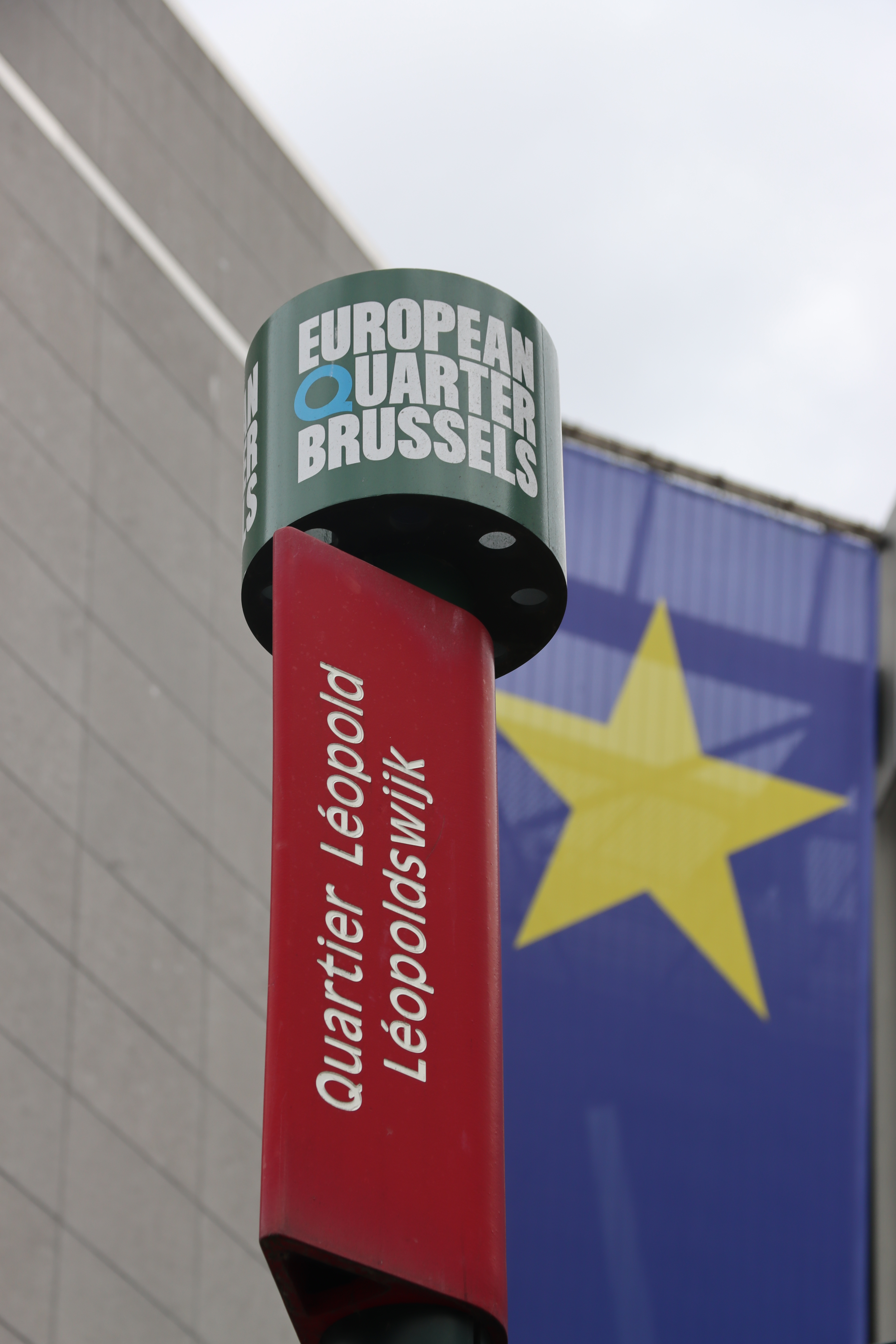
European Quarter Brussels

Ongeveer een derde van de Brusselse bevolking werd buiten België geboren, waarvan 30 procent uit andere lidstaten van de Europese Unie afkomstig is. Zo'n 3 op 5 eurocraten woont in het Brussels Hoofdstedelijk Gewest, waarvan 63 procent in de gemeenten rond de Leopoldswijk. De instellingen zelf stellen rechtstreeks 50.000 mensen te werk. Onrechtstreeks creëerde de internationale aanwezigheid 20.000 arbeidsplaatsen, wat een economische impuls van €2 miljard betekent. Nog eens 80.000 meertalige Belgen worden tewerkgesteld door 2000 bedrijven.
Van de 3,5 miljoen m2 gebruikte kantoorruimte in Brussel, wordt de helft door de Europese instellingen ingenomen, wat een vierde is van alle beschikbare kantooroppervlakte in de stad. Het leeuwendeel van de Europese gebouwen ligt in de Leopoldswijk. De operationele kosten van de EU lopen op tot twee miljard euro per jaar, waarvan de helft rechtstreeks ten goede komt van de lokale economie. Daarnaast vloeit nog eens €0,8 miljard voort uit de aanwezigheid van duizenden diplomaten, journalisten en lobbyisten. Zakentoerisme levert jaarlijks 2,2 miljoen aan hotelovernachtingen op. Er zijn dertig internationale scholen, die €99 miljoen per jaar kosten, met 15.000 leerlingen en 2000 personeelsleden.

#### Internationalisering en opkomst van het Engels
Naarmate de Europese Unie wordt uitgebreid en er meer buitenlandse ambtenaren en ander internationaal personeel zich in Brussel vestigen, groeit de bezorgdheid onder de Franstaligen dat het Engels weleens de nieuwe lingua franca zou kunnen worden. Van een "verengelsing" — zoals in het verleden van "verfransing van Brussel" sprake was — kan echter niet gesproken worden, omdat er geen verdringing van de andere taal zou plaatsvinden. Van het Nederlands, dat bijna enkel als thuistaal en officiële taal dienstdoet, wordt niet verwacht dat het onder een opkomst van het Engels zal lijden. Anderzijds wordt ook gesteld dat net de Franstaligheid van Brussel de positie van het Frans in de Europese instellingen tegen afbrokkeling beschermt. Ondertussen beweren wel meer mensen goed tot uitstekend Engels te spreken dan Nederlands, respectievelijk 35 tegen 28 procent. In 2000 stond dit voor beide nog op 33 procent. De kennis van het Nederlands is er dus op achteruitgegaan, hoewel op de arbeidsmarkt de kennis van het Nederlands meer gevraagd wordt dan die van Engels. Het Nederlands wordt echter niet door het Engels "verdrongen", daar slechts 3 procent van de mensen die Engels spreken die taal als moedertaal heeft. Het Engels als wereldwijde lingua franca vervult een steeds belangrijkere rol in het economische en culturele leven en vormt in die zin eerder een bedreiging voor het Frans dan voor het Nederlands, dat die functies in Brussel al een tijd niet meer vervult. Als men Nederlands spreekt (ook als tweede taal), is men meestal drietalig.

## Toekomstplannen

### Bouwplannen

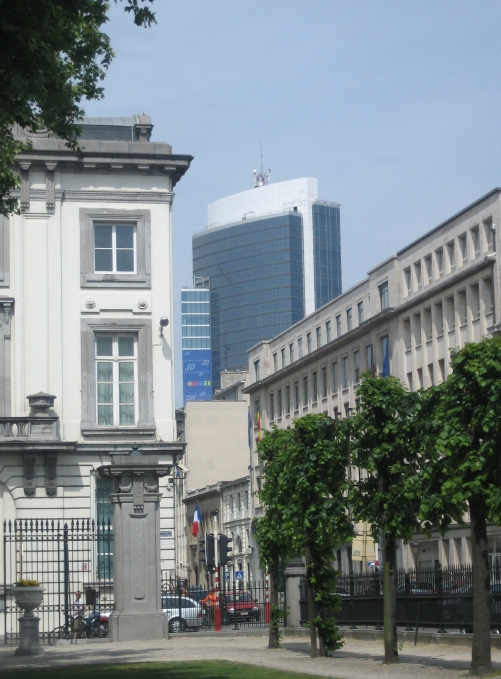
De Madoutoren, de nieuwe gebouwen zouden hoger moeten worden

In september 2007 maakten EU-Commissaris voor Administratieve zaken, Audit en Anti-Fraude, Siim Kallas, en de minister-president van het Brussels Hoofdstedelijk Gewest, Charles Picqué, nieuwe plannen voor de ontwikkeling van de wijk bekend. Naast de bouw van enkele nieuwe gebouwen (220,000m² nieuwe kantoorruimte) hield dit ook een meer efficiënt en milieuvriendelijk gebruik van de bestaande ruimte in. Dit doel moet hoofdzakelijk bereikt worden door de talrijke kleinere gebouwen te vervangen door minder, maar grotere gebouwen.
Hoewel de nieuwe gebouwen hoger zouden moeten worden dan de bestaande (zoals het Berlaymont, het Karel de Grote-gebouw of de Madoutoren), worden het geen wolkenkrabbers. De vrijgekomen ruimte (zo'n 180,000m²) zou worden gebruikt voor huisvesting, winkels, dienstverlening en de aanleg van open ruimtes om een meer menselijke sfeer te creëren. De maatregelen concentreren zich vooral op de omgeving van de Wetstraat, waarvan de huidige vier rijstroken herleid zouden worden tot twee, terwijl de vervoersmogelijkheden worden geoptimaliseerd, onder meer naar de Luchthaven van Zaventem en het station Brussel-Zuid. Een zesde Europese School zou er ook gebouwd kunnen worden.
Gezien het feit dat de renovatie van het Berlaymontgebouw, evenals andere projecten, veel vertraging opliep en een sterke meerkost eiste, benadrukte de Commissaris dat de nieuwe plannen "betere waarde voor hun geld" zouden hebben en dat de ontwerpen open zouden staan voor een internationale architecturale wedstrijd. Ook werd beklemtoond dat het beperken van de ecologische voetafdruk een "integraal deel van het programma" zou uitmaken.

### Voetgangerszones

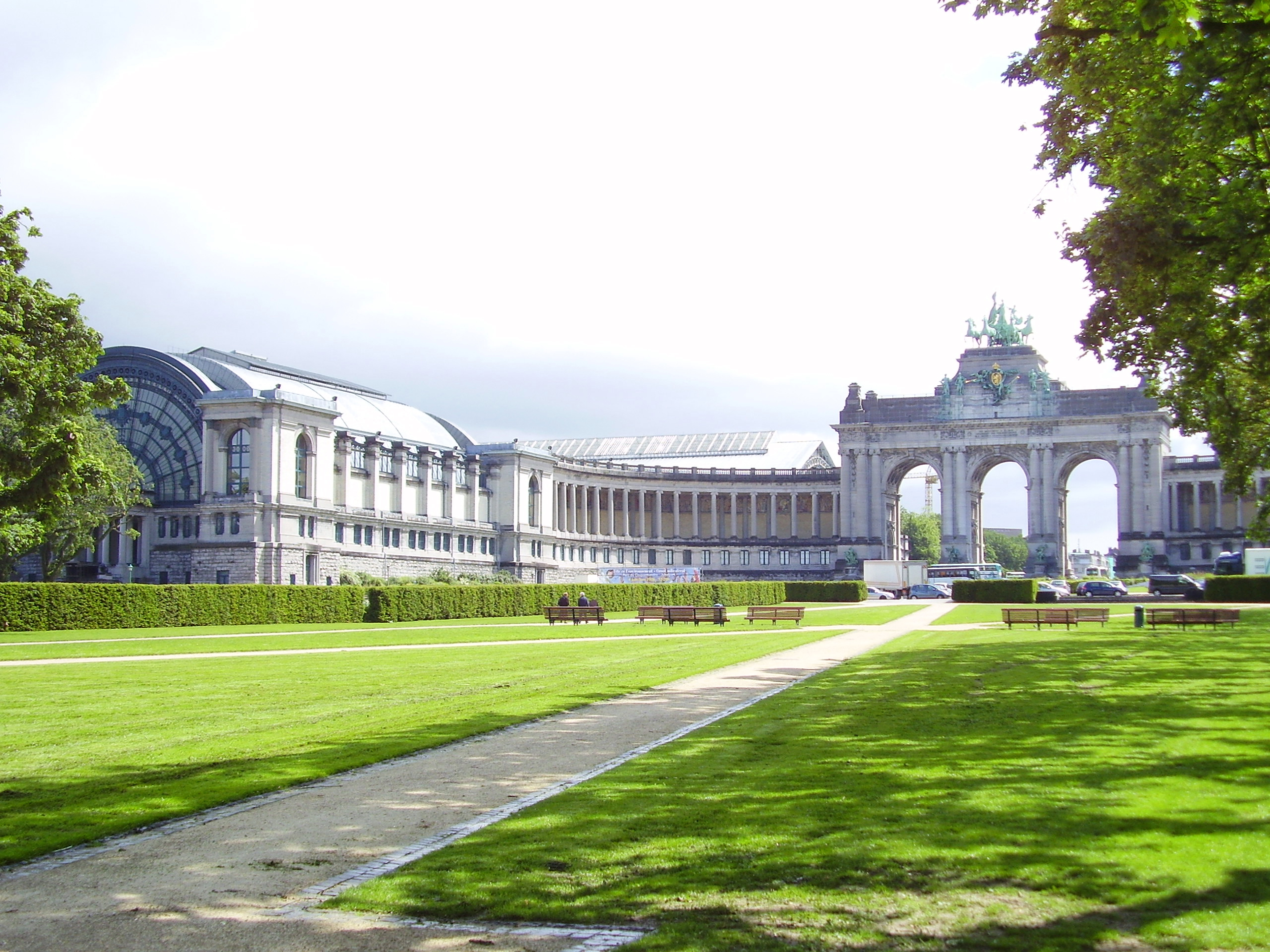
Het Jubelpark zou een van de drie Europese voetgangerspleinen worden

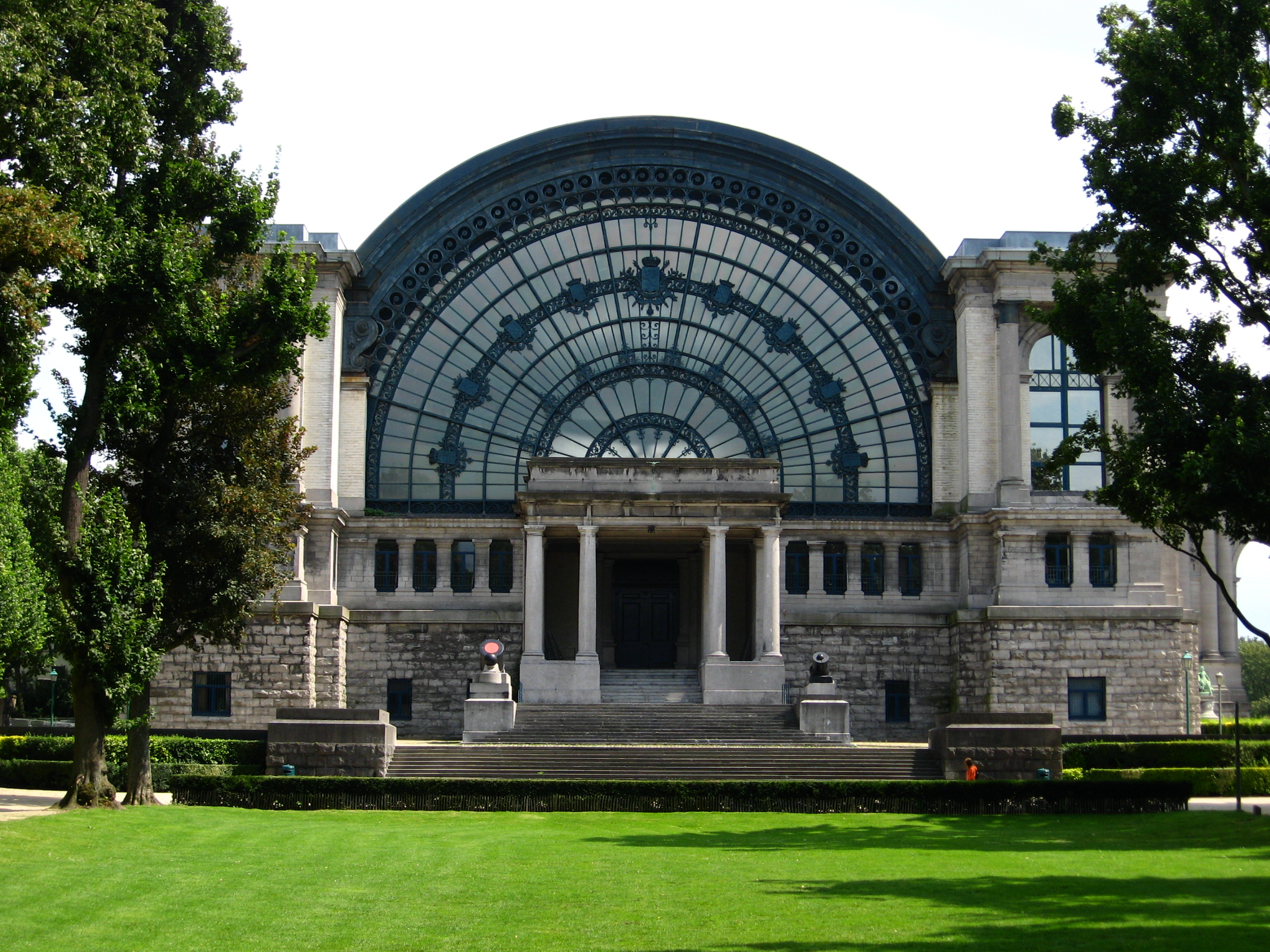
De gebouwen van het Jubelpark zouden de Europese Raad huisvesten en de noordelijke hal (foto) zou een grote congreszaal worden

Ook zijn er plannen om een deel van de Wetstraat naast het Berlaymont tot voetgangerszone te maken. Een nieuw aangelegd Schumanplein (nu nog het Schuman-rondpunt) zou een van de drie nieuwe voetgangerspleinen worden. Voor Schuman zou de focus liggen op "beleid en politiek"" en het Schumanstation zou vernieuwd worden. Nabijgelegen wegen en spoorwegen zouden worden overdekt om hen aan het zicht te onttrekken.
Een voetgangersverbinding en visuele link zou worden geschapen tussen het Berlaymontgebouw en het Leopoldpark door het afbreken van enkele secties van het Justus Lipsius-gebouw, waarvan de zuidelijke gevel vernieuwd zou worden. Andere voetgangers- en fietsverbindingen zouden rondom de wijk aangelegd worden. Voetgangersroutes zouden ook aangelegd worden voor betogingen. Naast het Parlement aan het Leopoldpark, zou het Luxemburgplein het tweede voetgangersplein worden, gefocust op de burger.
De derde voetgangerszone, de "Esplanade van het Jubelpark", zou gericht zijn op evenementen en festiviteiten. Verdere ontwikkeling zou ook het Jubelpark kunnen omvatten, met plannen voor een nieuw metrostation, ondergrondse parkeerplaats en de "vereuropesing" van een deel van het Jubelcomplex met een socio-culturele faciliteit. Het wordt mogelijk geacht dat de Europese Raad van Résidence Palace naar hier zou moeten verhuizen wegens veiligheidsoverwegingen.
Charles Picqué had plannen voor een "nieuw Europees symbool" in de Europese wijk. Dit zou een "Huis van Europa" kunnen zijn, gebruikt als een embleem voor Europa en bedoeld om Brussel te helpen bij zijn positie als Europese hoofdstad. Ook Commissievoorzitter José Manuel Barroso liet dit idee uitschijnen en ijverde voor een "ruimte die de geschiedenis van het Europese project zou tonen". Europarlementsvoorzitter Hans-Gert Pöttering kon realiseren dat het Eastmangebouw, in het Leopoldpark, gebruikt werd voor de realisatie van het Huis van de Europese Geschiedenis dat uiteindelijk op 6 mei 2017 werd geopend.

### Politieke status
In 2007 veroorzaakten de moeilijkheden bij het vormen van een nieuwe federale regering nieuwe polemieken over een eventuele onafhankelijkheid van Vlaanderen. Het Brussels Hoofdstedelijk Gewest is volledig omsloten door Vlaanderen, is officieel tweetalig, maar heeft een Franstalige meerderheid.
In het geval dat België uiteen zou vallen is het statuut dat Brussel zou krijgen onzeker. Sommigen hebben het idee geopperd er een Europees Hoofdstedelijk District van te maken, naar analogie met Washington D.C. of het Australisch Hoofdstedelijk Territorium, beheerd door de EU in plaats van door Vlaanderen of Wallonië. Brussel zou ook zelf een aparte lidstaat van de Europese Unie kunnen worden. Het idee van een stadstaat werd ook al door Brussels minister-president Charles Picqué voorgesteld, die op die manier de Europese instellingen hoopt te kunnen belasten om de stad te verrijken. De Belgische kwestie krijgt echter weinig aandacht in de Europese wandelgangen.